# Belpberg
Belpberg  var en kommun i distriktet Bern-Mittelland  i kantonen Bern i Schweiz. Kommunen inkorporerades i Belp den 1 januari 2012. Kommunens huvudort var byn Linden.
Byn Belpberg finns kvar.